# Tetraedru trunchiat
În geometrie tetraedrul trunchiat este un poliedru arhimedic. Are 4 fețe hexagoane regulate, 4 fețe triunghiuri echilaterale, 12 vârfuri și 18 laturi (de două tipuri). Poate fi construit prin trunchierea tuturor celor 4 vârfuri ale unui tetraedru regulat la o treime din lungimea laturii inițiale.
O trunchiere mai intensă, care elimină din fiecare vârf câte un tetraedru cu latura jumătate din lungimea laturii inițiale, se numește rectificare și transformă tetraedrul într-un octaedru.
Tetraedrul trunchiat poate fi considerat un cub cantic, cu diagrama Coxeter, , aând jumătate din vârfurile unui cub cantelat (rombicuboctaedru), . Există două poziții duale ale acestei construcții, iar combinarea lor creează compusul uniform de două tetraedre trunchiate.
Are indicele de poliedru uniform U02, indicele Coxeter C16 și indicele Wenninger W6.

## Mărimi asociate

### Coordonate carteziene
Coordonatele carteziene ale celor 12 vârfuri ale tetraedrului trunchiat centrat în origine, cu lungimea laturii √8 sunt permutările lui (±1,±1,±3) cu un număr par de semne minus:
- (+3,+1,+1), (+1,+3,+1), (+1,+1,+3)
- (−3,−1,+1), (−1,−3,+1), (−1,−1,+3)
- (−3,+1,−1), (−1,+3,−1), (−1,+1,−3)
- (+3,−1,−1), (+1,−3,−1), (+1,−1,−3)

### Arie și volum
Aria A și volumul V ale unui tetraedru trunchiat cu lungimea laturii a sunt:
{\displaystyle A=7{\sqrt {3}}\,a^{2}\approx 12,1243556~a^{2},}
{\displaystyle V={\frac {23}{12}}{\sqrt {2}}\,a^{3}\approx 2,710576~a^{3}.}

## Proiecții
|                                                                                 | | |
| Proiecție ortogonală în coordonate carteziene în cubul de încadrare (±3,±3,±3). | Fețele hexagonale ale tetraedrelor trunchiate pot fi împărțite în 6 triunghiuri echilaterale coplanare. Cele 4 noi vârfuri au coordonatele carteziene: (−1,−1,−1), (−1,+1,+1), (+1,−1,+1), (+1,+1,−1). Astfel poate fi descompus în 4 octaedre (roșii) și 6 tetraedre (galbene). | Setul de permutări ale vârfurilor (±1,±1,±3) cu un număr impar de semne minus formează un tetraedru trunchiat complementar, care combinat cu cel inițial formează un compus uniform. |

| Centrat pe          | Normala laturii | Normala feței | Latură | Față |
| ------------------- | --------------- | ------------- | ------ | ---- |
| Proiecție           |                 |               |        |      |
| Cadru de sârmă      |                 |               |        |      |
| Dual                |                 |               |        |      |
| Simetrie proiectivă | [1]             | [1]           | [4]    | [3]  |

## Pavare sferică
Tetraedrul trunchiat poate fi reprezentat și ca o pavare sferică și proiectat în plan printr-o proiecție stereografică. Această proiecție este conformă, păstrând unghiurile, dar nu și ariile sau lungimile. Liniile „drepte” pe sferă sunt proiectate în plan ca arce de cerc.
|                      | centrat pe triunghiuri  | centrat pe hexagoane    |                         |
| Proiecție ortogonală | Proiecții stereografice | Proiecții stereografice | Proiecții stereografice |

## Poliedre înrudite
| Familia poliedrelor tetraedrice uniforme | Familia poliedrelor tetraedrice uniforme | Familia poliedrelor tetraedrice uniforme | Familia poliedrelor tetraedrice uniforme | Familia poliedrelor tetraedrice uniforme | Familia poliedrelor tetraedrice uniforme | Familia poliedrelor tetraedrice uniforme | Familia poliedrelor tetraedrice uniforme |
| Simetrie: [3,3], (*332)                  | Simetrie: [3,3], (*332)                  | Simetrie: [3,3], (*332)                  | Simetrie: [3,3], (*332)                  | Simetrie: [3,3], (*332)                  | Simetrie: [3,3], (*332)                  | Simetrie: [3,3], (*332)                  | [3,3]+, (332)                            |
| ---------------------------------------- | ---------------------------------------- | ---------------------------------------- | ---------------------------------------- | ---------------------------------------- | ---------------------------------------- | ---------------------------------------- | ---------------------------------------- |
|                                          |                                          |                                          |                                          |                                          |                                          |                                          |                                          |
|                                          |                                          |                                          |                                          |                                          |                                          |                                          |                                          |
| {3,3}                                    | t{3,3}                                   | r{3,3}                                   | t{3,3}                                   | {3,3}                                    | rr{3,3}                                  | tr{3,3}                                  | sr{3,3}                                  |
| Duale ale poliedrelor uniforme           |                                          |                                          |                                          |                                          |                                          |                                          |                                          |
|                                          |                                          |                                          |                                          |                                          |                                          |                                          |                                          |
| V3.3.3                                   | V3.6.6                                   | V3.3.3.3                                 | V3.6.6                                   | V3.3.3                                   | V3.4.3.4                                 | V4.6.6                                   | V3.3.3.3.3                               |

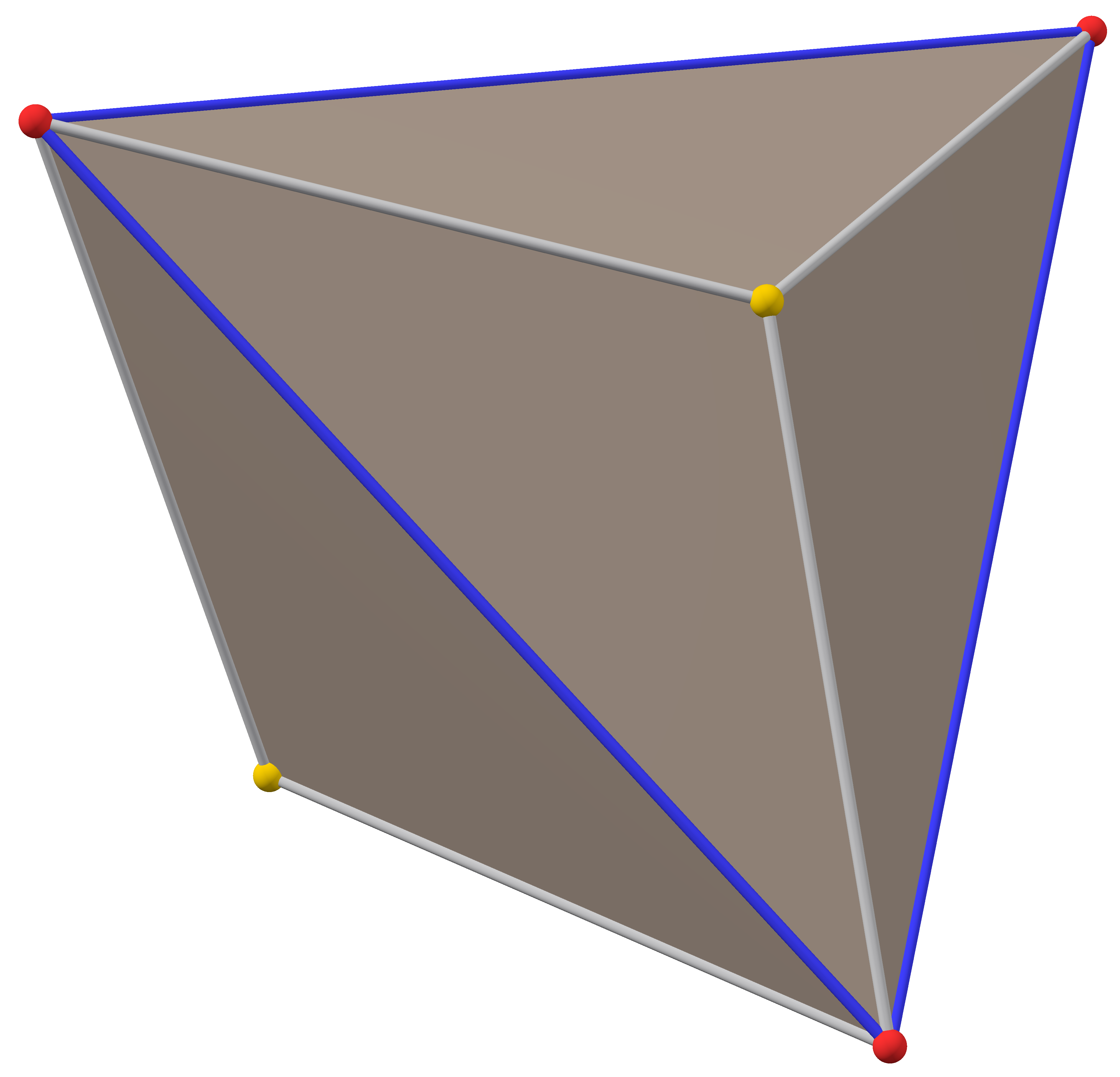
Dual: Tetraedru triakis

Este, de asemenea, o parte dintr-un set de poliedre cantice și pavări cu configurația vârfului 3.6.n.6. În această construcție Wythoff, laturile dintre hexagoane reprezintă digoane degenerate.
| Simetrii orbifold *n33 ale pavărilor cantice: 3.6.n.6 | Simetrii orbifold *n33 ale pavărilor cantice: 3.6.n.6 | Simetrii orbifold *n33 ale pavărilor cantice: 3.6.n.6 | Simetrii orbifold *n33 ale pavărilor cantice: 3.6.n.6 | Simetrii orbifold *n33 ale pavărilor cantice: 3.6.n.6 | Simetrii orbifold *n33 ale pavărilor cantice: 3.6.n.6 | Simetrii orbifold *n33 ale pavărilor cantice: 3.6.n.6 | Simetrii orbifold *n33 ale pavărilor cantice: 3.6.n.6 |
|                                                       | Orbifold *n32                                         | Sferică                                               | Euclidiană                                            | Hiperbolice compacte                                  | Hiperbolice compacte                                  | Hiperbolice compacte                                  | Paracompactă                                          |
| *332                                                  | Orbifold *n32                                         | *333                                                  | *433                                                  | *533                                                  | *633...                                               | *∞33                                                  |                                                       |
| ----------------------------------------------------- | ----------------------------------------------------- | ----------------------------------------------------- | ----------------------------------------------------- | ----------------------------------------------------- | ----------------------------------------------------- | ----------------------------------------------------- | ----------------------------------------------------- |
| Figură cantică                                        |                                                       |                                                       |                                                       |                                                       |                                                       |                                                       |                                                       |
| Configurația vârfului                                 | Configurația vârfului                                 | 3.6.2.6                                               | 3.6.3.6                                               | 3.6.4.6                                               | 3.6.5.6                                               | 3.6.6.6                                               | 3.6.∞.6                                               |

### Variante de simetrie
Acest poliedru este înrudit topologic de familia de poliedre trunchiate uniforme cu simetriile din grupul Coxeter ale configurațiilor vârfurilor (3.2n.2n) și [n,3].
| Figuri trunchiate |        |        |        |          |          |          |          |        |
| Schläfli          | t{2,3} | t{3,3} | t{4,3} | t{5,3}   | t{6,3}   | t{7,3}   | t{8,3}   | t{∞,3} |
| Figuri triakis    |        |        |        |          |          |          |          |        |
| Config.           | V3.4.4 | V3.6.6 | V3.8.8 | V3.10.10 | V3.12.12 | V3.14.14 | V3.16.16 | V3.∞.∞ |